# Chiesa di San Nicolò (Corniglio)
La chiesa di San Nicolò è un luogo di culto cattolico dalle forme romaniche e neoromaniche situato in via Graiana Chiesa 16 a Graiana Chiesa, piccola frazione di Corniglio, in provincia e diocesi di Parma; è sede di una parrocchia compresa nella zona pastorale della Montagna.

## Storia
Il luogo di culto originario fu edificato in epoca medievale; risale al 1230 la più antica testimonianza della sua esistenza, quale cappella dipendente dalla pieve di Corniglio.
Nel 1770 la chiesa fu quasi completamente ricostruita, conservando dell'antico tempio soltanto la zona absidale.
Il 23 dicembre del 2008 una violenta scossa tellurica colpì il Parmense, provocando gravi danni al luogo di culto, che fu dichiarato inagibile; nel 2016 furono avviati i lavori di ristrutturazione e consolidamento strutturale, che si conclusero nel mese di agosto del 2017.

## Descrizione

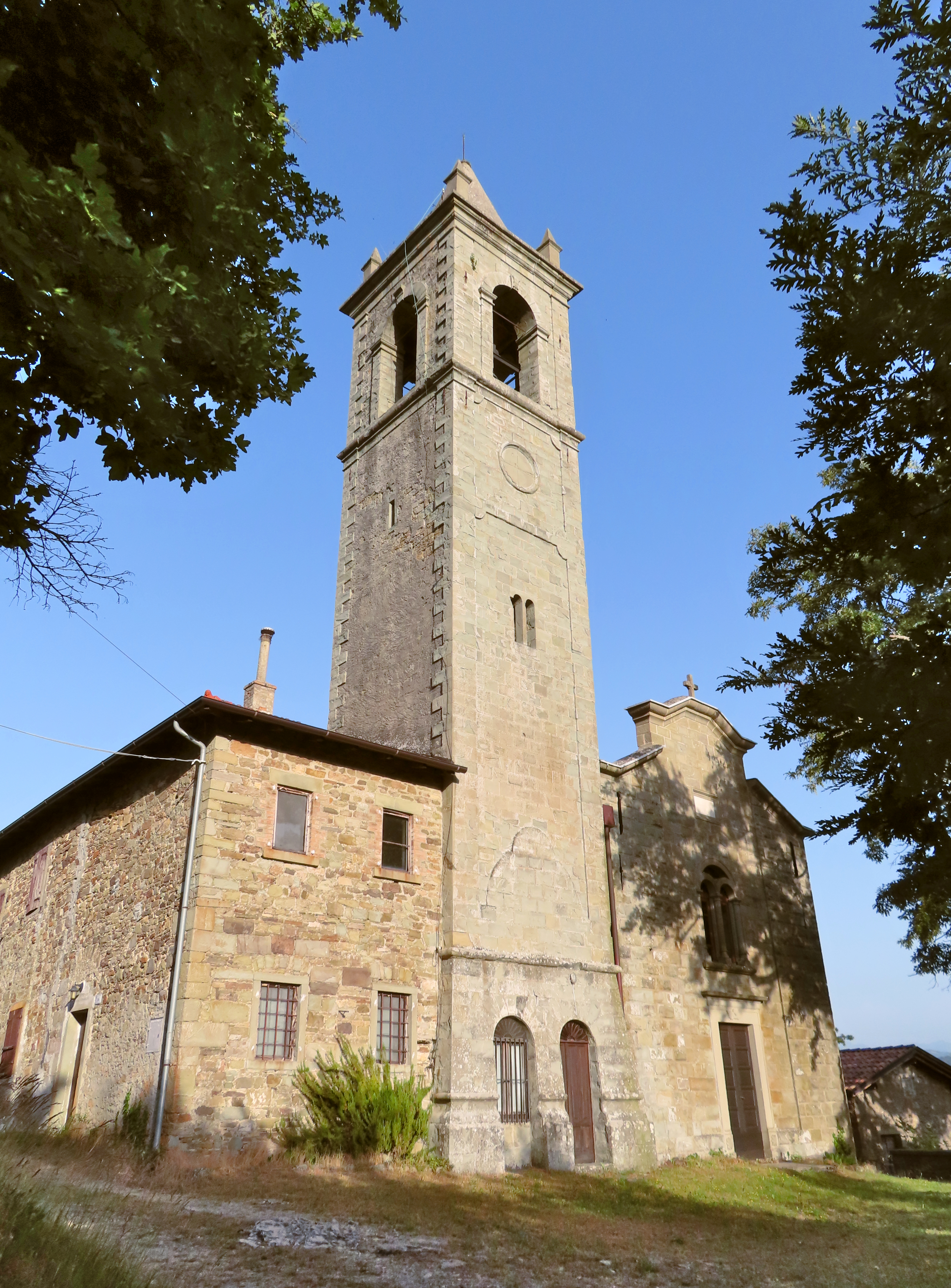
Facciata

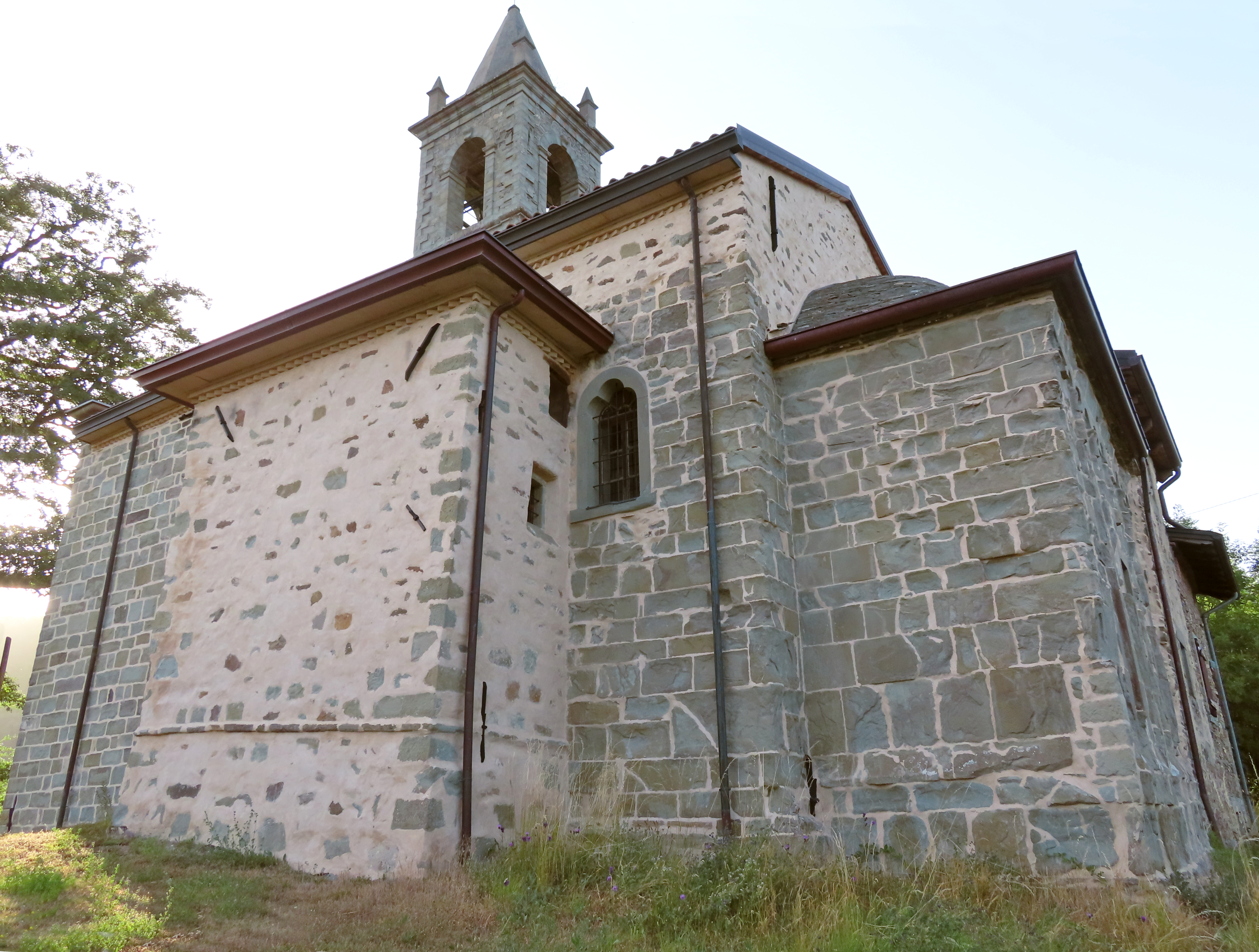
Retro e lato sud

La chiesa si sviluppa su un impianto a navata unica affiancata da una cappella per lato, con ingresso a ovest e presbiterio a est; a nord si allunga in continuità col tempio la canonica.
La simmetrica facciata a salienti, interamente rivestita in conci regolari di pietra, è suddivisa in tre parti di cui le laterali lievemente aggettanti; al centro è collocato l'ampio portale d'ingresso, delimitato da una cornice modanata in arenaria; più in alto si apre una bifora ad arco a tutto sesto, con colonnine in pietra, sormontata da una nicchia rettangolare; in sommità, lungo il profilo mistilineo di coronamento si sviluppa un cornicione in rilievo.
Sulla sinistra, in continuità col prospetto principale si erge su un alto basamento a scarpa l'imponente campanile in pietra, con due ingressi affiancati ad arco a tutto sesto; più in alto si trovano due ordini di ampie nicchie con angoli smussati, contenenti una piccola bifora e più in alto un medaglione; la cella campanaria si affaccia sui quattro lati attraverso grandi monofore ad arco a tutto sesto, delimitate da lesene coronate da capitelli dorici; in sommità si eleva la guglia piramidale di coronamento, affiancata da quattro pinnacoli sulle estremità.
Sul retro si allunga il presbiterio medievale, illuminato da una monofora centrale strombata; in sommità si sviluppa un motivo ad archetti pensili.
All'interno la navata, coperta da un soffitto a capriate lignee, è affiancata dalle due ampie arcate a tutto sesto in pietra delle cappelle laterali, coronate da volte a botte.
Il presbiterio, lievemente sopraelevato, si sviluppa su una pianta rettangolare ed è coperto da una semicupola in grossi conci di pietra, risalente all'edificio medievale; in corrispondenza degli spigoli si aprono da terra due ampie nicchie ad arco a tutto sesto, in origine probabilmente aperte verso l'esterno attraverso monofore tamponate in epoca remota; al centro è collocato l'altare maggiore a mensa in arenaria.